# Theodorus à Brakel
Theodorus à Brakel (ook: Dirk Gerrits à Brakel) (Enkhuizen, 1608 – Makkum, 14 februari 1669) was een Nederlands gereformeerd predikant en schrijver van stichtelijke werken. Hij is met name bekend geworden door een tweetal mystieke geschriften, namelijk Het geestelijck leven (1649) en De trappen des geestelijcken levens (1670). À Brakel behoorde tot de stroming van de Nadere Reformatie.

## Levensloop
Theodorus à Brakel bezocht in Enkhuizen de Latijnse school en werkte na zijn huwelijk met Grietje Willemsdr. Homma vanaf 1634 als schoolmeester in Leeuwarden. Vanwege zijn vroomheid en kennis van het christelijk geloof werd hij in 1637 na een examen door de classis Leeuwarden zonder academische opleiding toegelaten tot het ambt van predikant. In 1638 werd hij predikant te Beers en Jellum, in 1652 ging hij naar Den Burg op Texel, maar keerde een jaar later alweer terug naar Friesland, naar Makkum, waar hij tot zijn overlijden in februari 1669, nog geen maand na zijn echtgenote, zou blijven. Zijn zoon, de predikant Wilhelmus à Brakel (1635-1711), was ook een belangrijke vertegenwoordiger van de Nadere Reformatie.
À Brakel was een mystiek theoloog die zich doorgaans ver hield van de theologische twisten waar de zeventiende eeuw rijk aan was. Zijn ascetische, puriteinse levensstijl maakte op verschillende mensen, onder wie Anna Maria van Schurman, diepe indruk.

## Theologie
In zijn boeken pleitte à Brakel voor een strikte christelijke levenswandel met veel ruimte voor gebed, meditatie en contemplatie. Het dagelijks leven moest georganiseerd worden rond momenten van stichtelijke overdenking. In zijn laatste geschrift gaf hij een schets van de ontwikkeling van het geloofsleven die parallel liep aan de ontwikkeling mens van kind tot volwassene. Zijn trappen vertegenwoordigen geestelijke groei, maar zijn geen trappen van inwijding in mystieke geheimen. Ook kent hij niet de beleving van de eenwording met God, al beschrijft hij zijn ervaring van Gods aanwezigheid in zeer innige bewoordingen. À Brakels mystiek kent geen esoterisch karakter, maar wil voor alle gelovigen toegankelijk zijn.

## Werken
- Het geestelĳck leven, ende de stant eenes gelovigen mensches, hier op aerden; uyt Godes Heyligh Woordt vergadert ende by een gestelt: sĳn hier noch ... by ghevoeght eenige ken-teeckenen, waer uyt men hem kan versekeren datmen van Godt is bemint (Leeuwarden, 1649; 38e druk: Het geestelĳke leven en de stand van een gelovig mens hier op aarde, uit Gods woord vergaderd en bĳeengesteld, Barneveld: Koster, 2000), ISBN 90-5551-165-X
- Eenige christelijcke gebeden, ende danck-seggingen, om 's nachts, 's morghens, 's middaeghs, en 's avonts te gebruycken (Amsterdam, 1652; meestal gevoegd achter Het geestelĳck leven)
- Disputatie ofte Bevestigende de waerheyt, wederleggende de valschheyt, toonende de nutticheyt der menschwerdinge Jezu Christi ... Mennisten-brief (Amsterdam, 1664)
- De trappen des geestelijcken levens (Amsterdam, 1670; 27e druk: De trappen van het geestelĳke leven, Barneveld: Koster, 2000), ISBN 90-5551-166-8